# العفيرة (تعز)
العفيرة هي إحدى قرى الجمهورية اليمنية. وهي تتبع جغرافيًا لمحافظة تعز. وإداريًا لمديرية مقبنة. يبلغ تعداد سكانها 1973 نسمة حسب الإحصاء الذي جرى عام 2004.